# Paweł Machcewicz

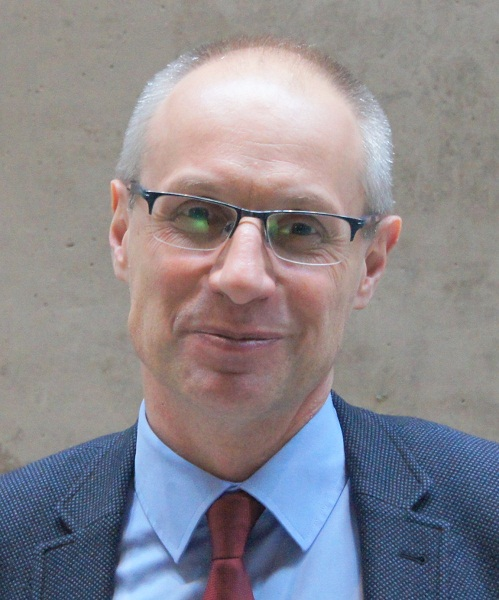
Paweł Machcewicz (2017)

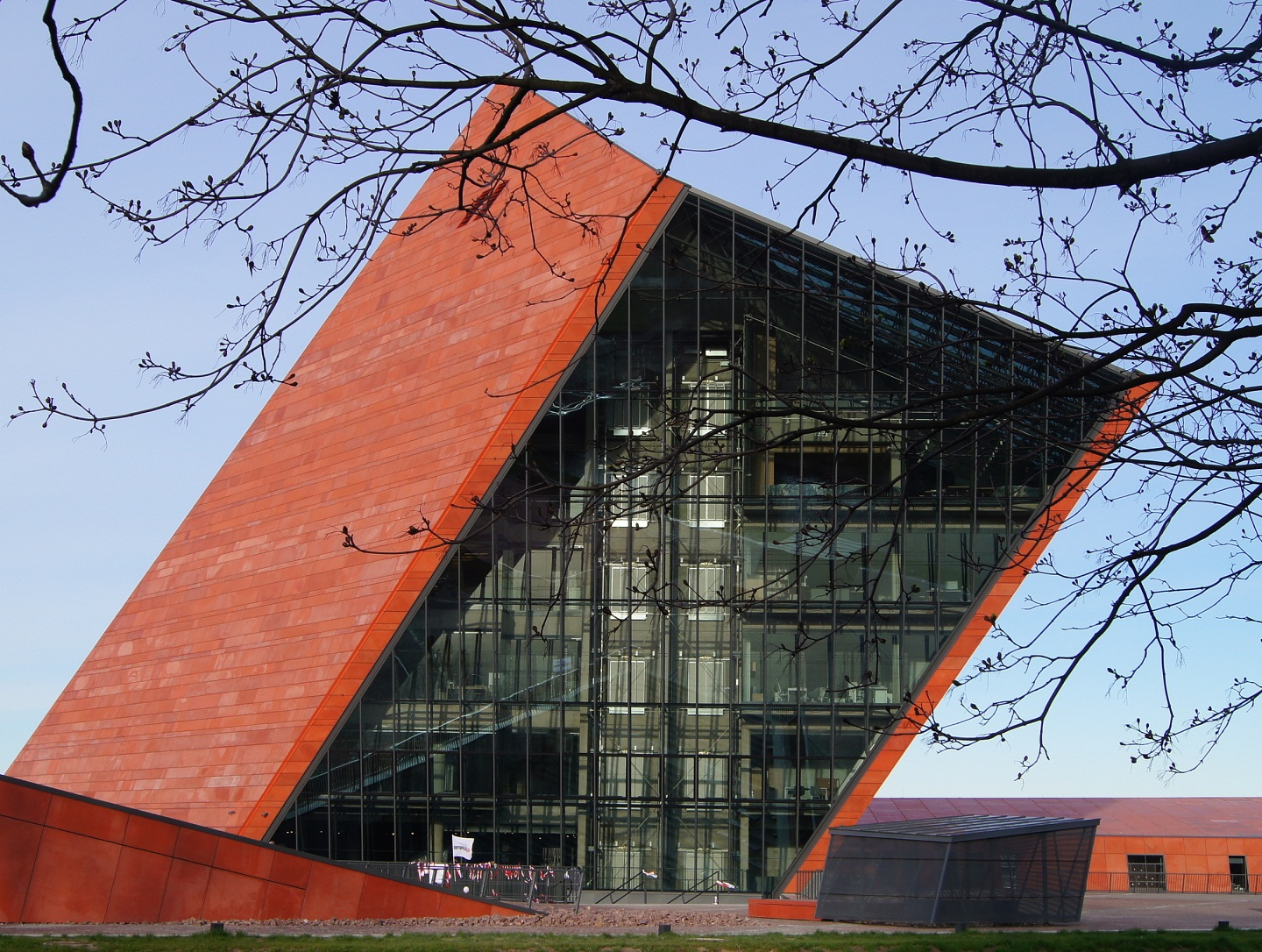
Das Museum des Zweiten Weltkriegs (2017)

Paweł Mateusz Machcewicz (* 27. April 1966 in Warschau) ist ein polnischer Historiker und war bis April 2017 Gründungsdirektor des Museums des Zweiten Weltkriegs (Muzeum II Wojny Światowej) in Danzig.

## Leben
1989 schloss Machcewicz ein Studium der Geschichte an der Universität Warschau ab. Anschließend widmete er sich der Forschung am Institut für Geschichte der Polnischen Akademie der Wissenschaften. 1993 wurde er promoviert und erwarb 2000 einen weiteren Abschluss in Politischer Theorie. Unter anderen erhielt er ein Fulbright-Stipendium an der Georgetown University.  Machcewicz lehrte an der Nikolaus-Kopernikus-Universität in Toruń (Thorn). 
Machcewicz war von 1999 bis 2006 Mitherausgeber der populärwissenschaftlichen historischen Zeitschrift Mówią wieki. Von 2000 bis 2006 war er Präsident des Biuro Edukacji Publicznej (Büro für Bildung) am Institut für Nationales Gedenken (Instytut Pamięci Narodowej, IPN).
Am 1. September 2008 wurde Machcewicz Berater des polnischen Premierministers Donald Tusk. Kurz darauf erhielt er die Berufung als Gründungsdirektor des Danziger Museums. Als Tusk-Vertrauter erhielt er am 24. Januar 2017 die Kündigung des Arbeitsvertrags durch die PiS-Regierung. Durch die Gerichtsverfahren um die Zusammenlegung des Museums mit dem geplanten Westerplatte-Museum blieb er weiterhin im Amt und konnte am 23. März 2017 das Museum eröffnen.
Nach einem Urteil des Obersten Verwaltungsgerichts in Warschau vom 5. April 2017 wurde Machcewicz am folgenden Tag entlassen. Das Ministerium für Kultur und nationales Erbe teilte die Vereinigung der beiden Museen mit und ernannte den Historiker Karol Nawrocki als Nachfolger.
Machcewicz ist mit der Historikerin Anna Machcewicz geb. Rusinowska verheiratet und hat zwei Kinder.

## Ehrungen (Auswahl)
- Jerzy-Giedroyc-Preis, 2001
- Medal Komisji Edukacji Narodowej, 2008.

## Schriften (Auswahl)
- Edmund Dmitrów; Paweł Machcewicz; Tomasz Szarota: Der Beginn der Vernichtung. Zum Mord an den Juden in Jedwabne und Umgebung im Sommer 1941. Übersetzung aus dem Polnischen Beate Kosmala. Osnabrück : fibre, 2004. ISBN 978-3-929759-87-7.
- Emigracja w polityce międzynarodowej. 1999
- Historia Hiszpanii. (Mitautor) 1998
- "Monachijska menażeria", walka z Radiem Wolna Europa 1950-1989. 2007
- Polski rok 1956. 1993
- Władysław Gomułka. Wydawnictwa Szkolne i Pedagogiczne, 1995, 84 Seiten. (Biografie von Władysław Gomułka)
- Wokół Jedwabnego Band 1–2 (Hrsg.) 2002
- Zranione miasto. Poznań w czerwcu 1956 roku. (Mitautor) 2003
- Rebellious Satellite: Poland 1956. Stanford University Press, 2009, 320 Seiten. ISBN 978-0804762052 (engl.)